# Langues en Éthiopie
100 langues sont parlées en Éthiopie. Certaines comptent moins de 10 000 locuteurs. La plupart d'entre elles appartiennent aux langues afro-asiatiques (sémite, couchitique, omotique) ou nilo-sahariennes. 
Depuis l'entrée en vigueur de la Constitution de 1994, l'amharique a perdu son statut de langue officielle, l'article 5-1 affirmant la reconnaissance par l'État du même statut pour toutes les langues éthiopiennes ; toutefois, l'article 5-2 accorde à l'amharique le statut de langue de travail du gouvernement fédéral.

Les langues sémitiques, origine géographique et nombre de locuteurs.
Langues couchitiques en bleu clair.

## Introduction
Selon le recensement du pays en 2007,, la principale langue maternelle en Éthiopie est l'oromo avec 24 930 424 locuteurs, soit 33,8 % de la population du pays, suivi de l'amharique avec 21 634 396 locuteurs (29,3 %) et qui est la langue administrative du pays. Les autres langues principales sont le somali 6,2 %, le tigrigna 5,9 %, le sidamo 4,0 %...
Jusqu'à la chute du Derg, l'amharique était la langue officielle du pays. L'alphabétisation pouvait se faire dans d'autres langues, mais les élèves devaient très vite apprendre l'amharique pour continuer, puis l'anglais. Cette dernière est encore la langue principale de l'enseignement supérieur.
Depuis, la Constitution de la République démocratique fédérale d’Éthiopie garantit à toutes les nationalités le droit de développer leur langue et de l'utiliser comme langue d'alphabétisation et d'administration locale ou régionale. Certaines régions utilisent le syllabaire ge’ez, d'autres l'alphabet latin.

## Classification

### Langues chamito-sémitiques
| Langues sémitiques - Tigrigna (aussi en Érythrée) - Guèze (éteinte, liturgique) - Tigré (aussi en Érythrée) - Amharique - Argobba - Harari - Gurage - Silt'e - Zay - Inor - Mesmes (en) (éteinte) - Mesqan - Chaha - Ezha - Gumer - Gura - Gyeto - Indegen - Iner - Gafat (éteinte) - soddo (en) - Muher - Goggot | Langues couchitiques - Agäw - Awngi - Kunfal - Qemant - Xamtanga - Langues couchitiques orientales - Afar (aussi à Djibouti) - Alaba-K'abeena - Arboré - Baiso - Bussa (en) - Burji - Daasanach (aussi au Kenya) - Dirasha - Gawwada - Gedeo - Hadiyya - Timbaro (Kambaatta) - Konso - Libido - Oromo (également au Kenya) - Saho (également en Érythrée) - Sidamo - Somali (aussi en Somalie, Djibouti et Kenya) - Tsamai | Langues omotiques - Aari - Anfillo - Bambassi - Basketo - Bench - Boro (Shinasha) - Chara - Dime - Dizi - dorze - Gamo-Gofa-Dawro - Ganza - Hamer-Banna - Hozo - Kachama-Ganjule - Kafa - Karo - Koorete - Male - Melo - Nayi - Oyda - Seze - Shekkacho - Sheko - Wolaitta - Yemsa - Zayse-Zergulla |

### Langues nilo-sahariennes
- Anuak (aussi au Soudan)
- Berta
- Gumuz
- Kacipo-Balesi (aussi au Soudan)
- Komo
- Kwama
- Kwegu
- Majang
- Me'en
- Murle (aussi au Soudan)
- Mursi
- Nuer (aussi au Soudan)
- Nyangatom
- Opo
- Shabo
- Suri
- Turkana
- Uduk (aussi au Soudan)

### Langues non classifiées
- Weyto (éteinte)
- Ongota
- Rer Bare language (éteinte)

## Langues en danger
Un grand nombre de langues éthiopiennes sont en danger. Elles ne seront sans doute plus parlées dans une ou deux générations et deviendront des langues mortes. Les facteurs contribuant à l'extinction des langues sont complexes et il est difficile d'estimer quelles langues et combien sont vulnérables.

## Médiatisation
Peu de langues sont écrites. 
Très peu disposent de relais dans les mass média en Éthiopie : liste des journaux en Éthiopie (en), télévision en Éthiopie, internet en Éthiopie.
Voice of Ethopia émet en amharique, anglais, français, somali, afar, oromo, arabe et tigrigna (environ 100 000 auditeurs).